# Chris Philipps
Chris Philipps (ur. 8 marca 1994 w Wiltz) – luksemburski piłkarz, występujący na pozycji obrońcy i pomocnika, od 2020 w klubie FC Wiltz 71.

## Kariera klubowa
Philipps początku profesjonalnej kariery występuje we francuskim zespole FC Metz. Zanim trafił do Francji występował w juniorskich zespołach FC Mamer i Etzelli Ettelbruck.
2 lutego 2018 roku podpisał dwuletni kontrakt z Legią Warszawa.
9 lutego zadebiutował warszawskiej drużynie w Ekstraklasie w wygranym 3:2 meczu 22 kolejki z Zagłębiem Lubin. Na boisku spędził 90 minut.
1 stycznia 2020 wygasł jego kontrakt z Legią Warszawa i stał się wolnym zawodnikiem. Po odejściu z warszawskiego klubu podpisał kontrakt z belgijskim Lommel United, występującym na drugim poziomie rozgrywkowym. W lipcu 2020 został zawodnikiem luksemburskiego FC Wiltz 71. 
| Sezon   | Klub            | Kraj    | Rozgrywki       | Mecze | Bramki | Rozgrywki Europy                     | Mecze | Bramki |
| ------- | --------------- | ------- | --------------- | ----- | ------ | ------------------------------------ | ----- | ------ |
| 2012/13 | FC Metz         | Francja | National        | 1     | 0      | –                                    | –     | –      |
| 2013/14 | FC Metz         | Francja | Ligue 2         | 5     | 0      | –                                    | –     | –      |
| 2014/15 | FC Metz         | Francja | Ligue 1         | 9     | 0      | –                                    | –     | –      |
| 2015/16 | Preußen Münster | Niemcy  | 3. Liga         | 25    | 0      | –                                    | –     | –      |
| 2016/17 | FC Metz         | Francja | Ligue 1         | 11    | 0      | –                                    | –     | –      |
| 2017/18 | FC Metz         | Francja | Ligue 1         | 11    | 0      | –                                    | –     | –      |
| 2017/18 | Legia Warszawa  | Polska  | Ekstraklasa     | 12    | 0      | –                                    | –     | –      |
| 2018/19 | Legia Warszawa  | Polska  | Ekstraklasa     | 5     | 0      | Liga Mistrzów UEFA, Liga Europy UEFA | 1 2   | 0      |
| 2019/20 | Lommel United   | Belgia  | Eerste klasse B | 2     | 0      | –                                    | –     | –      |

## Kariera reprezentacyjna
W reprezentacji Luksemburga zadebiutował 29 lutego 2012 roku w towarzyskim meczu przeciwko Macedonii. Na boisku przebywał przez pełne 90 minut.
| Mecze i gole w reprezentacji | Mecze i gole w reprezentacji | Mecze i gole w reprezentacji | Mecze i gole w reprezentacji | Mecze i gole w reprezentacji | Mecze i gole w reprezentacji | Mecze i gole w reprezentacji |
| #                            | Data                         | Stadion                      | Rywal                        | Wynik                        | Gol                          | Rozgrywki                    |
| 2012                         | 2012                         | 2012                         | 2012                         | 2012                         | 2012                         | 2012                         |
| ---------------------------- | ---------------------------- | ---------------------------- | ---------------------------- | ---------------------------- | ---------------------------- | ---------------------------- |
| 1.                           | 29.02.2012                   | Luksemburg, Luksemburg       | Macedonia Północna           | 2:1                          | 0                            | towarzyski                   |
| 2.                           | 02.06.2012                   | Luksemburg, Luksemburg       | Malta                        | 0:2                          | 0                            | towarzyski                   |
| 3.                           | 11.09.2012                   | Belfast, Irlandia Północna   | Irlandia Północna            | 1:1                          | 0                            | El. MŚ 2014                  |
| 4.                           | 12.10.2012                   | Luksemburg, Luksemburg       | Izrael                       | 0:6                          | 0                            | El. MŚ 2014                  |
| 5.                           | 16.10.2012                   | Ramat Gan, Izrael            | Izrael                       | 0:3                          | 0                            | El. MŚ 2014                  |
| 2013                         |                              |                              |                              |                              |                              |                              |
| 6.                           | 05.02.2013                   | Valence, Francja             | Armenia                      | 1:1                          | 0                            | towarzyski                   |
| 7.                           | 22.03.2013                   | Luksemburg, Luksemburg       | Azerbejdżan                  | 0:0                          | 0                            | El. MŚ 2014                  |
| 8.                           | 26.03.2013                   | Luksemburg, Luksemburg       | Finlandia                    | 0:3                          | 0                            | towarzyski                   |
| 9.                           | 07.06.2013                   | Baku, Azerbejdżan            | Azerbejdżan                  | 1:1                          | 0                            | El. MŚ 2014                  |
| 10.                          | 14.08.2013                   | Luksemburg, Luksemburg       | Litwa                        | 2:1                          | 0                            | towarzyski                   |
| 11.                          | 06.09.2013                   | Kazań, Rosja                 | Rosja                        | 1:4                          | 0                            | El. MŚ 2014                  |
| 12.                          | 10.09.2013                   | Luksemburg, Luksemburg       | Irlandia Północna            | 3:2                          | 0                            | El. MŚ 2014                  |
| 13.                          | 11.10.2013                   | Luksemburg, Luksemburg       | Rosja                        | 0:4                          | 0                            | El. MŚ 2014                  |
| 14.                          | 15.10.2013                   | Coimbra, Portugalia          | Portugalia                   | 0:3                          | 0                            | El. MŚ 2014                  |
| 15.                          | 17.11.2013                   | Luksemburg, Luksemburg       | Czarnogóra                   | 1:4                          | 0                            | towarzyski                   |

## Sukcesy
Legia Warszawa
- Mistrzostwo Polski: 2017/2018
- Puchar Polski: 2017/2018